# Jodskinn
Jodskinn (Amylocorticium cebennense) är en svampart som först beskrevs av Hubert Bourdot, och fick sitt nu gällande namn av Zdeněk Pouzar 1959. Jodskinn ingår i släktet Amylocorticium och familjen Amylocorticiaceae.  Arten är reproducerande i Sverige. Inga underarter finns listade i Catalogue of Life.